# 探究学習
探究学習（たんきゅうがくしゅう、Inquiry-based learning、イギリス英語では enquiry-based learning と綴られる場合もある） はアクティブ・ラーニングの一形態であり、質問、問題、またはシナリオを提示することから始める教育方法である。
これは、一般的に教師が授業で扱うテーマについて事実や知識を提示することにより行われる伝統的教育と対比される。探究学習は、「講師」の話を聞く形というよりは、むしろ「ファシリテーター(進行役)」の支援を受けて進める形が多い。探究者(学習者)たちは、問題や疑問を特定し、調査することで、知識や解決策を発展させていく。
探究型学習には問題解決学習も含まれ、一般的に小規模な調査やプロジェクト、そして研究にも用いられる。探究型の指導は、主に思考力と問題解決能力の発達と実践にかなり密接に関係している。

## 歴史
探究学習は数千年にわたって教育・学習の手段として用いられてきた。しかし、近代の公教育における探究学習の活用ははるかに浅い歴史しかもたない。古代のギリシャやローマの教育哲学は、中流階級向けの農業・家事技術と、裕福な上流階級向けの弁論術に重点を置いていた。科学という科目が、まともな学問体系として考えられるようになったのは、17世紀後半から18世紀にかけての啓蒙時代、すなわち理性の時代になってからであった。1900年代まで、教育分野における科学の研究は、事実の暗記や整理に主眼を置いていた。
科学教育が、若き科学的な思考者を育成するような形では行われていないことを初めて批判したのが、20世紀初頭の著名な教育哲学者ジョン・デューイである。デューイは、科学は暗記すべき事実を扱う科目としてではなく、思考プロセスと思考方法として教えられるべきだと提唱した。デューイがこの問題に最初に注目した一方で、科学教育における改革の多くは、後にジョセフ・シュワブの生涯にわたる研究と努力によってもたらされた。
近代教育における探究型学習は、元々は1960年代の発見学習運動の中で、直接指導や暗記学習といった何らかの教材の情報を記憶することを求められる従来の指導方法への対応として発展してきた教育方法である。探究学習の考え方は、ピアジェ、デューイ、ヴィゴツキー、フレイレらによる構成主義学習理論にその源流があり、構成主義の系譜に連なる考え方とみることができる。個人的・社会的な経験に基づいて情報を生み出し、それを意味づける形で進める教育法を構成主義と呼んでいる。デューイによる経験学習教育法（つまり、経験を通じた学習）は、学習者が個人的な経験または真の経験に積極的に参加することで、その経験から意味が分かるというものである。
探究学習は経験学習を通じて行うことができる。なぜなら、両者ともに、問いを立てることによって内容や教材に取り組むこと、意味を見出すために調査し協力することなど、同じ理念を重視しているからである。ヴィゴツキーは、社会やファシリテーターの影響を受けながら行う経験から学ぶ形の構成主義教育に取り組んだ。経験から得られた意味は、個人として、あるいはグループとして結論づけて締めくくることができる。
ジョセフ・シュワブは、科学は私たちが住む世界についての不変の真実を特定するプロセスである必要はなく、むしろ柔軟で多方向的な探究に基づく思考と学習のプロセスであるべきだと提唱した教育者であった。シュワブは、実践的な科学者の作業をより密接に教室内での科学教育に取り入れた方がよいと信じていた。シュワブは、今日でも見られる探究プロセスのレベル分けとも合致する、オープンな探究の3つのレベルを考案した。
1. 生徒たちには問題、方法、材料が提供され、変数間の関係性を発見することが求められる。
2. 生徒たちには問題が提供されるが、調査方法は生徒が独自に開発する。
3. ある現象が提示されて、生徒たちは変数間の関係性を発見するために、独自の問いを立て、独自の研究方法を開発せねばならない。

シュワブが概説した科学的探究の段階的なレベルは、生徒がより高い探究レベルに進む前に、思考力や戦略を養う必要があることを示している。実際上、生徒が自ら疑問や方法、結論を導き出せるようになるまで、教師や講師はこれらのスキルを段階的に指導していく必要がある。
シュワブが提案した３つの探究レベルを、後に1971年にマーシャル・ヘロンが定式化して、個別の実験演習における探究のレベルを評価するための「ヘロン尺度」(Herron Scale)を開発した。それ以降、幾度かの改訂が提案され、探究学習は様々な形をとりうるようになった。現在では、探究のレベルに応じて、様々な探究型教授法が用意されている。

## 特徴

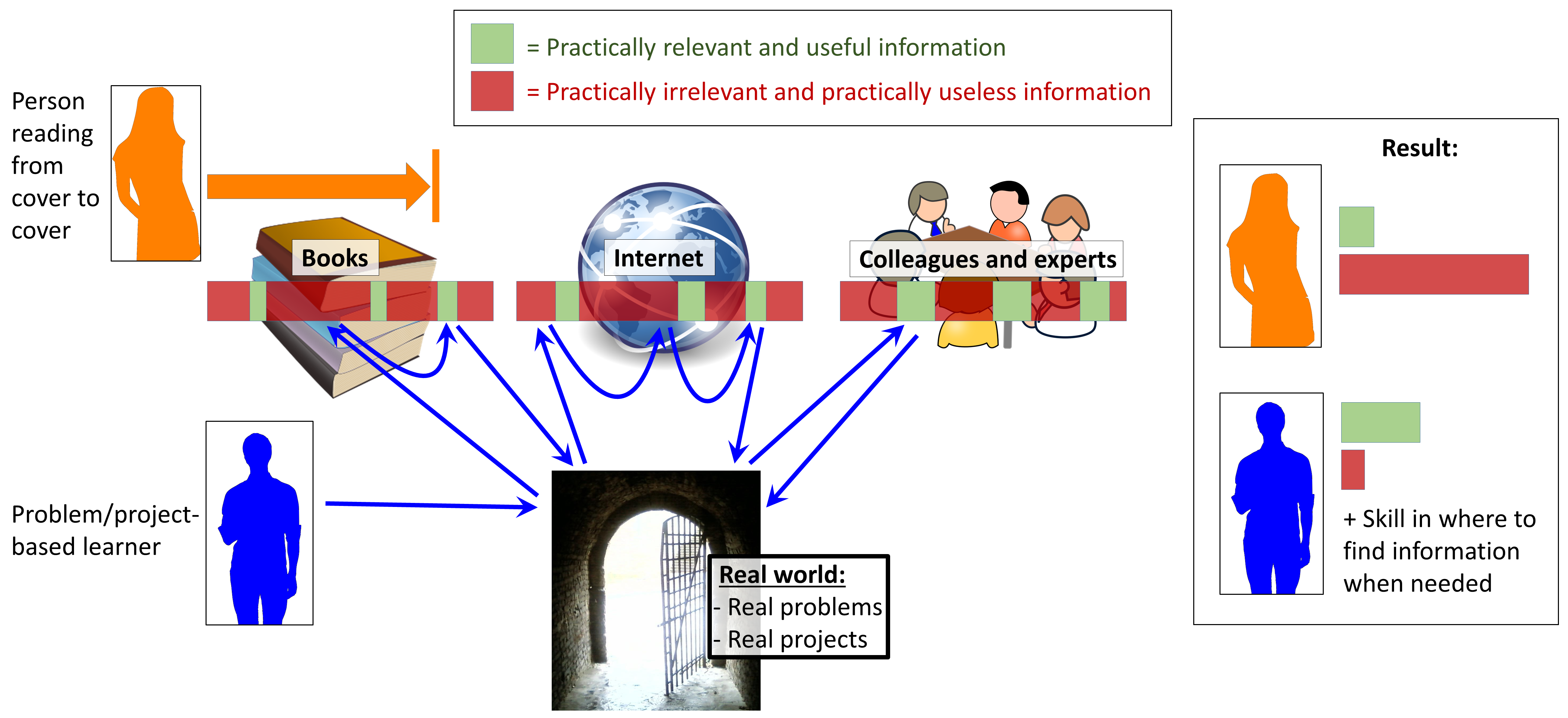
問題解決型学習／プロジェクト型学習者（青色）と、教科書を最初から最後まで読み通す学習者（橙色）を対比した模式図。
緑色：取り組んでいる課題に実質的に関係がある有用な情報、
赤色：取り組んでいる課題に実質的に関係がない無用な情報。
問題解決型学習／プロジェクト型学習者（青色）は、様々な情報源から最適な情報を探すのに時間がかかるため、記憶できた情報の総量は少なくなる可能性があるが、実社会のシナリオに役立つ情報をより多く学習し、必要なときにどこで情報を見つけられるかをより正確に把握できる可能性が高い。

探究学習において学習者が行う具体的な学習プロセスには、以下のものがある：
- 自ら問いを立てる
- 問いへの答えを裏付ける証拠を得る
- 収集した証拠を説明する
- 説明を調査プロセスから得られた知識に結びつける
- 説明の根拠となる議論と根拠を構築する

探究学習には、問いを立て、観察を行い、既に記録されている情報を調べるための調査を行い、実験方法を開発し、データ収集のための機器を開発し、データを収集・分析・解釈し、考えうる説明の概要を作り、将来の研究のための予測を立てることが含まれる。

### 探究のレベル
探究型の教授法と学習法、そして探究学習における探究の様々なレベルについては、これまで様々な説明がなされてきている。ヘザー・バンチとランディ・ベルによる「The Many Levels of Inquiry」(探究の多様なレベル)（2008年）と題した記事では、探究の4つのレベルを明確に概説している。
レベル 1: 確認する探究

教師は特定の科学のテーマやトピックについて、まずは一通り教えてしまう。それから、結果が既に分かっている活動を通して、生徒を導くための質問と手順を考え出す。この方法は次のような目的のために最適である：
- 教えられた概念を強化すること
- 生徒たちが手順に従って正しくデータを収集・記録することに習熟できるよう導入すること
- 理解を確認して深めること

レベル 2: 枠組を与えられた探究

教師は最初の問いと手順の概要を示す。生徒たちは収集したデータを評価・分析し、発見した内容の説明をまとめる。
レベル 3: 方向性を与えられた探究

教師は生徒に問いのみを示す。生徒たちは、その問いについて検証するための手順を自ら設計し、それに従って学習を進め、その結果と発見を伝える責任を負う。
レベル 4: 制約のない・真の探究

生徒は自ら研究課題を設定し、策定した手順を設計・実行し、発見と結果を発表する。このタイプの探究は、生徒が自ら探究の問いを自ら生み出す科学フェアなどでよく見られる。
バンチとベル（2008）は、生徒の探究スキルを効果的に育成するためには、教師は低いレベルの探究から指導を始め、徐々に「制約のない探究」のレベルへと進めていく方がよいと説明している。「制約のない探究」の活動は、生徒が内発的な興味を持ち、なおかつ自ら調査研究を行えるスキルを身につけている場合にのみ成功する。

### 制約のない・真の探究
証拠によれば、低レベルの探究のみでは批判的思考力と科学的思考力を最大限に発達させるには不十分であることが示されているため、探究型学習における重要な側面は、「制約のない学習」(open learning)の活用である。
「制約のない学習」においては、学習者が達成すべき目標や結果は予め決められていない。与えられた資料や状況から、個人が情報を操作し、意味を創造することに重点が置かれる。多くの従来型の構造化された学習環境では、学習者たちは期待される成果を伝えられ、その後は単にその成果を「確認」するか、証拠で示すことが求められる。
「制約のない学習」には多くの利点がある。生徒たちは単に型にはまったような実験を行うのではなく、収集した結果とその意味について真剣に考える。従来型の「制約のある」授業では、実験で事前に期待していた結果と異なる結果が得られた際に、生徒たちは実験が「うまくいかなかった」と言いがちである。「制約のない学習」においては「間違った結果」といったものは存在せず、生徒は自分たちが収集した「結果」が証拠として強いのか弱いのか自ら評価して、その価値を判断しなければならない。
オープンラーニングは、アメリカのジョン・デューイやドイツのマルティン・ワーゲンシャインなど、多くの科学教育者によって開発されてきた 。
ワーゲンシャインの考えは、特に教育現場における「制約のない学習」と探究型学習の両方を補完するものである。彼は、生徒たちは明白な事実を教え込まれるべきではなく、むしろ生徒たちが学んでいることを理解して説明すべきであると強調した。この最も有名な例は、彼が物理学の生徒たちに落下する物体の速度を説明させた時のことである。ほぼすべての生徒が方程式を提示したが、その方程式の意味を説明できた生徒は一人もいなかった 。ワーゲンシャインはこの例を用いて、知識よりも理解が重要であることを示した。
「方向性を与えられた探究」と「制約のない・真の探究」はどちらも科学リテラシーと興味を促進することがわかっているが、それぞれに利点がある。「制約のない・真の探究」は、長期的には「方向性を与えられた探究」よりも生徒の自発性、柔軟性、適応力の向上に寄与する可能性がある
。一方で、「制約のない・真の探究」は認知負荷が高くなりすぎる可能性があり、時間と学習内容の観点では「方向性を与えられた探究」の方が効率的であると主張する人もいる。

### 探究的学習
教育社会学者フィリップ・ブラウンは、探究的学習(inquisitive learning)を、 内発的動機 による学習（例えば、知識そのものへの好奇心や興味など）と定義して、外発的動機による獲得的学習（例えば、資格取得のために試験で高得点を取ることなど）と対比させた 。しかし、「探究的学習」(inquisitive learning)という用語は、単純に「探究型学習」(inquiry-based learning)の同義語として使われることもある。

### 神経科学
文献によれば、探究には、因果関係や共起性といった、年齢や経験とともに豊かになる複数の認知プロセスと変数が必要であるとされている 。Kuhnら（2000）は、明示的なトレーニングワークショップを用いて、米国の6年生から8年生の児童に量的研究を通して探究の仕方を教えた。研究の最後に探究型課題を完了することで、参加者たちは様々な探究戦略を適用することで、メンタルモデルが進歩したことを示した 。同様の研究で、KuhanとPease（2008）は、4年生から6年生までの米国の児童を対象とした縦断的な量的研究を実施し、探究における「足場戦略(scaffolding strategies)」の有効性を調査した。その結果、児童は探究課題において7年生の対照群よりも優れた成績を収め、足場戦略の恩恵を受けたことが示された。

### 教師研修
新しい探究プログラムは、専門家との連携から恩恵を受ける傾向がある。リソースが最大限に活用され、教師が最良の学習シナリオを生み出すことを確実にするために、「教師への研修」と「探究学習を活用するプロセス」は、統合された取り組みとして行われるべきである。Twigg (2010) の実験に参加した教育専門家は、探究学習が授業で適切に実施されていることを確認するために、ワークショップ、週次会議、観察など、年間を通した専門能力開発セッションを重視した。もう1つの例はChu (2009) の研究で、参加者たちは、探究学習プロジェクトの構造とリソースを準備するために、多くの資源と専門知識を提供してくれた教育者、情報技術者、図書館員の専門的連携に感謝した 。

## 科目ごとの取り組み

### 科学教育

#### 歴史
北米の科学教育改革のきっかけとなったのは、1957年のソ連の人工衛星スプートニクの打ち上げであった。この歴史的な科学的躍進は、アメリカの学生が受けていた科学・技術教育に大きな懸念を引き起こした。1958年、米国議会は理科・数学教師に適切な教材を提供することを目的とした国家防衛教育法を策定・可決した。

#### 科学基準
アメリカの「次世代科学基準（NGSS:Next Generation Science Standards）」は、生徒中心の探究型教育法を採用し、「分野別中核概念（DCI : Disciplinary Core Ideas）」、「科学・工学実践（SEP : Science and Engineering Practices）」、「分野横断的概念（CCC : Cross Cutting Concepts）」という3分野からのアプローチによる科学教育を採用している 。この基準は、生徒たちが教室内で科学的な実践を行うことで科学を学習できるように設計されている。生徒たちは、質問、調査の計画と実施、協働、データの収集と分析、証拠に基づく議論といった実践を通して、科学分野における中核的な考え方や概念を学習する。これらの実践は、その分野が科学ベースであるかどうかを問わず、現代社会や職場における成功の指標となることが示されている21世紀型スキルに匹敵する。

#### 教育への応用
理科教育における探究型教育法は、従来の教育方法を用いて指導された場合と比較して、生徒たちの科学的知識とリテラシーを向上させることが示されている。しかしながら、探究型の教室の生徒は科学的知識が高いことが示されているが、従来の方法で指導された同級生と比較してフラストレーションが高まり、科学的能力に対する自信が低下することも示されている
。また、研究では探究型教育法が生徒の科学の成績を向上させることが示されているが、社会的背景を考慮する必要があることも示されている。これは、社会的・経済的地位の違いにより探究型学習への生徒の準備状況が異なるため、生徒間の学力格差は縮小するとは限らず、拡大する可能性もあるためである。探究型授業を受けた生徒の科学的知識が、従来の方法で教えられた同級生と大きな差がなかった場合でも、探究学習を受けた生徒の方が問題解決能力は向上していることが分かった。教育的枠組みおよび学習プロセスとしての探究は、問題解決学習や5E教育モデル(後述)など、多くの教育モデルに適合する。

##### 問題解決学習
教育的枠組みとしての探究学習は、問題解決学習（PBL : problem-based learning）の課題と併用すると特に効果的であることが示されている。生徒中心の学習戦略である問題解決学習は、探究型授業によく適合する。生徒は、質問をしたり、実験を計画したり、データを収集したり、主張をしたり、主張を裏付けるためにデータを用いたりなど、科学を実践することで科学を学ぶ。科学の授業において探究の文化とコミュニティを醸成することで、生徒は仲間と協働し、彼らを取り巻く世界や地域社会に影響を与える問題を解決する方法を探究することで科学を学ぶ。日常生活に影響を与える現実世界の問題に直面した生徒は、学習への関与が高まり、提示された問題を解決しようとする意欲が高まることが示されている。

##### 理科教育の5Eモデル
理科教育の5Eモデルは、理科教師が生徒中心の探究型の授業や単元を開発するのに役立つ計画体系である。5Eモデルでは、生徒は科学者が疑問を探求するのと同じアプローチを用いて、自らの疑問を探求することで科学を学ぶ。このアプローチを用いることで、理科教師は生徒が教室で学んだ科学的内容を自身の生活における現象と結び付け、その学びを科学分野、そして科学分野を越えた新たな分野にまで応用できるよう支援する。
5E モデルは次の部分に分かれており、学習プロセスのさまざまな段階で繰り返されたり発生したりする可能性がある。
- 関与(Engage)：これは一般的に5Eモデルの冒頭段階と考えられており、生徒の好奇心を刺激するために用いられ、新しい現象を過去の学習と結び付けるのを助けるようなものがよい。また、5Eモデルのこの段階は、教師が設計する授業を通して対処する必要がある、生徒たちの誤解を特定することも目的としている[49]。
- 探究(Explore)：この段階では、生徒は「関与」段階で観察された現象を調査し、観察に基づいて生じたどのような疑問に答える。探究のレベル（完全に制約のない形式か、方向性を与える形式か）は、生徒のレベル、年齢、準備状況によって異なる[44][45][50][49]。
- 説明(Explain)：この段階では、教師は生徒が「探究」段階で収集した情報をつなぎ合わせるのを手伝う。ここでも、教師による直接的な指導と説明のレベルは、生徒のレベル、年齢、準備状況によって異なる[44][45][50][49]。
- 詳細化／拡張(Elaborate/Expand)：この段階では、生徒が学習した情報を、新しい分野や現実世界の問題の解決に実際に応用できるかどうかを判断する[49]。
- 評価(Evaluate)：この段階では、生徒は自身の学習を評価し、教師は生徒の理解度と知識を複数の分野に応用する能力を評価する[49]。

#### 協力とコミュニケーション
科学者や技術者の日常において、効果的な協力とコミュニケーションは不可欠なものであり、その重要性は、これらのスキルが次世代科学基準の科学・工学実践に提示されていることで反映されている。探究教育は、とりわけ生徒が「探究のコミュニティ」に参加する場合には、これらのスキルを伸ばす助けとなる。探究型科学の授業において積極的に協力とコミュニケーションを行う生徒は、これらのスキルの多くを発揮し、発達させる 。具体的には、これらの生徒には次のような行動がみられる：
- 仲間と共に観察し、質問する
- 仲間と協力して問題の解決策を考案する
- 仲間の主張を分析する
- 証拠に基づいて議論する
- 仲間の成長と知識探求を支援する

## 利点
Chu (2009) は、香港の生徒が複数の教育者の支援を受けて実施した探究プロジェクトの成果を、混合研究法を用いて検証した。Chu (2009) の結果によると、生徒たちは対照群と比較して、学習意欲が高く、学業成績も良好であった。
Hmelo-Silver、Duncan、Chinnは、構成主義的な問題解決型学習法と探究型学習法の成功を裏付ける複数の研究を引用している。例えば、彼らは探究型科学ソフトウェア・アプリケーション「GenScope」プロジェクトについて説明している。GenScopeソフトウェアを使用した生徒は、対照群と比較して有意な向上を示し、特に基礎コースの生徒で大きな向上が見られた。
Geierによる、中学生を対象とした探究型科学の有効性に関する大規模研究では、(進級や卒業などに関わる)重要な標準テストの成績において、第1群で14%、第2群で13%の向上が見られました。この研究では、探究型教育法がアフリカ系アメリカ人の学生の学力格差を大幅に縮小したことも明らかになった。

## 誤解
探究型科学に関してよくある誤解がいくつかある。
まずは、探究型科学とは、生徒に科学的方法に従うよう教えるだけの指導法だという考えである。多くの教師は、彼ら自身が生徒として科学的方法の制約の中で学んだ機会があり、探究学習もそれと同じであるべきだと考えがちである。探究型科学は、単に6つの簡単なステップで問題を解決することではなく、科学的プロセスを通して培われる知的な問題解決能力に、より広く焦点を当てている。さらに、実践的な授業が全て探究型であるとみなせるわけではない。
教育者の中には、真の探究方法はレベル4の「制約のない探究」だけだと考える人もいる。制約のない探究は「真の探究」の最高の形かもしれないが、この高度なレベルの探究で生徒たちが成功を収めるには、その前提として生徒たちが多くのスキルと一定水準の概念的理解を身につけておく必要がある。 探究型科学は、生徒の高次思考を育む教育戦略と考えられているが、あくまでも用いられる複数の方法論の内の一つとして扱われるべきである。科学への多面的なアプローチによって、生徒の学習と意欲を維持させる。

## 批判

### 実証的証拠
Kirschner、Sweller、Clark (2006) による文献レビューでは、構成主義者たちは互いの研究を引用し合うことが多い一方で、実証的証拠はあまり引用されていないことが明らかにされた。それでも、多くの教育者がこの学習哲学について執筆したため、構成主義運動は1990年代に大きな勢いとなった。
カリフォルニア大学サンタバーバラ校のRichard E. Mayerは2004年、認知的構成主義や社会的構成主義を標榜して実践されている発見学習が、あるべき指導法として有益かどうかについて、合理的な人ならば誰でも懐疑的になるだけの十分な研究証拠があると述べている。彼は、1960年代に盛んになった「問題解決ルール」の発見、1970年代に盛んになった「環境保全戦略」の発見、そして1980年代に盛んになった「LOGOプログラミング戦略」の発見に関する研究をレビューした。いずれの場合も、生徒の学習を促進する上で、「方向性を与える発見学習」の方が「純粋な発見学習」よりも効果的であった。
探究型教育は、生徒の知識とスキルの測定を重視する「基準ベース評価」のシステムにおいて一般的に見られる「標準テスト」と矛盾していると捉えられることがある。

### 行き過ぎ
2006年の記事で、トーマス・B・フォーダム教育研究所のチェスター・E・フィン・ジュニア所長は、「しかし、教育における多くの事柄と同様に、それは行き過ぎてしまうこともある…[この手法は]ある程度までは問題ない」と述べたと引用されている。同研究所は2005年に調査を実施し、各州が探究型学習に過大に重点を置きすぎているという結論に至った。

### 教師と生徒の努力
探究型学習は、実施前に綿密な計画が必要であることに注意が必要である。それは教室にすぐに導入できるようなものではない。生徒の知識と成果をどのように測定し、どのように基準を組み込むかについて、測定基準を整備する必要がある。探究学習における教師の責任は、生徒の学習を支援し、促進することである（Bell et al., 769–770）。教師にありがちな過ちは、生徒の弱点がどこにあるかを見る洞察力を欠くことである。Bainによれば、教師は生徒がその分野の専門家と同じ前提や思考プロセスを持っていると想定してはいけない(p. 201)。
探究学習から全ての生徒が同じ量を学ぶことにはならない。設定された学習目標を真に達成するためには、生徒が学習テーマに真剣に取り組まなければならない。教師は、生徒の思考過程を探るために質問を投げかけ、正確に評価する用意ができていなければならない。探究科学には多くの時間、労力、専門知識が必要だが、そこで本当に真の学習が実現できたならば、そのときはかけたコストを上回る利益がある。